# SONY MUSIC TV
『SONY MUSIC TV』（ソニー・ミュージック・ティーヴィー）は、地方の民放テレビ局を中心に放送されていたテレビ神奈川制作の音楽番組である。制作局のテレビ神奈川では1983年（昭和58年）12月から1994年（平成6年）9月まで、毎週金曜深夜に放送。

## 概説・歴史
洋楽のプロモーションビデオを中心に紹介していた番組である。当時プロモーションビデオは無償で入手することができ、日本各地で各局がプロモーションビデオ紹介番組を制作していた。
タイトルよりソニーの一社提供で、開始当初の放送時間は200分（3時間20分）だった。この放送時間は、自社製品のVTR、ベータマックスのプロモーションを兼ねており、放送と連動して200分テープ・L-830が発売された。当時のVHS標準モードは最長120分（2時間） - 160分（2時間40分）で1本のテープに録画できないことから、ベータ方式の優位性をアピールすることができた。しかし、ソニーがVHS方式のVTRを発売開始した1989年春の改編で放送時間が2時間に短縮。1993年頃にはさらに短縮され、90分枠での放送となった。
番組スタート時にはTVKとKBS京都の共同制作であったが、1984年頃にTVKで音声多重放送（この場合はステレオ放送）が開始され、それを受けてTVKの単独制作へと切り替わった（実際の番組制作を担当したのは、番組制作会社のインプットビジョン）。ネット局はTVK・KBS京都・サンテレビの3局。後に千葉テレビ、テレビ埼玉、テレビ愛知へとネットが拡大した。基本的には同時ネット番組であったものの、テレビ東京系列であるテレビ愛知は、編成上の都合から60分遅れネットとなり、サンテレビでは阪神戦中継が延長の場合に限り、放送時間を繰り下げて対応していた。
一度、放送日が大晦日になった1993年12月31日放送分のみ、横浜市内の海の見えるカフェバーから生放送の独立UHF放送局年末特番として独立UHF放送局にフルネットされた。これは『民放テレビ版のゆく年くる年』終了後、独立UHF放送局ではTVK制作で毎年フルネットの年越し特番を放送していた（1989/1990年から1998/1999年まで）ことから、この年の大晦日がちょうど金曜日だったための措置である。なお、この回は独立UHF局11局（当時）同時ネット（スポンサーもネット全局がソニーの1社提供）となった一方で、通常時のネット局であったテレビ愛知では、テレビ東京系列の特別番組及び編成が優先されたため放送されなかった（よってこの日だけは、テレビ愛知を視聴する愛知県を中心とした東海3県の視聴者は岐阜放送か三重テレビを視聴して補完することになった。なおこのとき岐阜放送はまだ音声多重放送開始前である）。
当時、パーソナリティを置く洋楽ビデオ番組は他にも存在したが、期首期末など特別企画時を除き、司会者やゲストなどは一切なく（それ以前に収録のためのスタジオも使用せず）、オープニングに続いて1本目のビデオ・クリップが流れ、時の新作、ヒット曲を中心としたビデオが、時折ロゴのアニメーションやソニー製品のCMを挟みつつ、終了時刻まで淡々とオンエアされるという、番組であった。当日のオンエア曲目は、電話での自動音声による案内と、ネット局本社・支社などの受付での無料配布、TVK・FAXサービスでのコピー紙の無料配布によって、分刻みのかなり詳細なオンエア時刻まで照会することができた。番組詳細は小学館が当時発売していた隔週刊テレビ情報誌『テレパル』でも毎号掲載された。なお、この掲載欄の放映局紹介スペースでは、当初は併せてステレオ放送実施局の案内も毎号載っていたが、音声多重放送実施局が増えるとモノラル局の案内に変わっていた。
また、他の同種番組でよく見受けられたクリップの最後がフェイド・アウトされたり、冒頭部分がカットされるようなこともなく、マイケル・ジャクソンの「スリラー」のような長いクリップなども全編ノーカットでオンエアされた。
放送100回目を迎えた週は、冒頭に「Fright Night」が流れたほかは、それまでの回で1曲目に紹介したクリップ（つまりツカミ）が放送されるという、ある種の「総集編」「回顧企画」的な構成であった。
プロモーションビデオごとに「SONY MTV」という番組の略称ロゴがテロップ（ストリーミングジングルズ）で出た。クリップの間にはアニメーションのロゴも存在した。末期には番組に八分音符の形をかたどったキャラクターも出現し、欧米風女性につかまえられるCGアニメにも登場していた。
オープニングは当初はPINKの「ZEAN ZEAN #0」、後にPINKの福岡ユタカが在籍したユニットHALOの「AMANA」、エンディングは当初はPINK「水の都」、後に「SOUL FLIGHT」に変更され、独自のCGアニメが存在した。なおオープニングでは、放送期間中TVK制作の音楽番組の冒頭で共通に流れていたその時々のビジュアルロゴ（例えば「Let's feel the MUSIC TELEPATHY」「YOLIMASHI」等）も流れ、ネット局でも見ることができた（「ミュージックトマト」「ミュージックトマトJAPAN」等でも同様）。なお、「Let's feel the MUSIC TELEPATHY」のナレーション（読み）は中村真理が担当した。

## ネット局
局名表記や系列は番組終了時点のもの。
| 放送対象地域 | 放送局              | 系列           | 放送期間                 | 備考                                            |
| ------------ | ------------------- | -------------- | ------------------------ | ----------------------------------------------- |
| 神奈川県     | テレビ神奈川（TVK） | 独立UHF放送局  | 1983年12月 - 1994年9月   | ※制作局 （1984年頃まではKBSとの共同制作だった） |
| 埼玉県       | テレビ埼玉（TVS）   | 独立UHF放送局  | 開始時期不明 - 1994年9月 |                                                 |
| 千葉県       | 千葉テレビ（CTC）   | 独立UHF放送局  | 開始時期不明 - 1994年9月 |                                                 |
| 愛知県       | テレビ愛知（TVA）   | テレビ東京系列 | 開始時期不明 - 1994年9月 | 遅れネット                                      |
| 京都府       | 近畿放送（KBS京都） | 独立UHF放送局  | 1983年12月 - 1994年9月   | ※TVKとの共同制作局（1984年頃まで）              |
| 兵庫県       | サンテレビ（SUN）   | 独立UHF放送局  | 1983年12月 - 1994年9月   |                                                 |

## 番組終了とその後
段階的に放送時間枠が縮小されつつ約11年続いた番組であったが、1994年9月に番組の幕を下ろした。
なお本番組の終了後、TVKのみ引き続きソニー一社提供によるビデオクリップ紹介番組が続けられ（番組枠はさらに短縮されて60分枠に）、『SONY MUSIC DISC』（1994年10月 - ）、後に『SONY MUSIC ACCESS』（2000年4月 - 2004年9月24日）と変遷した。この2番組については選曲者や選曲コンセプトを週替わりで明確にしたことにより、最新ヒットなどをノンストップで放送していた当番組とは趣を異とする部分も見られた。ちなみに本番組の終了後、TVKとテレビ愛知以外のネット各局は、『J-ROCK ARTIST COUNT DOWN 50』『ROOTS』のKBS京都制作の30分枠音楽番組2本のネットに移行した。

## 備考
- テレビ埼玉やテレビ愛知など、この番組の終了時間を1分長く設定した局もあった。
- 千葉テレビではこの番組のCMに独自でリクエスト募集告知を表示していた（宛先はTVKではなく千葉テレビだった）。